# Sára Bejlek
Sára Bejlek (přechýleně: Bejleková, * 31. ledna 2006 Hrušovany nad Jevišovkou) je česká profesionální tenistka hrající levou rukou. Ve své dosavadní kariéře na okruhu WTA Tour nevyhrála žádný turnaj. V sérii WTA 125 vybojovala dvě singlové trofeje. Na okruhu ITF vyhrála sedm turnajů ve dvouhře a jeden ve čtyřhře. Na juniorském French Open 2022 vyhrála s Lucií Havlíčkovou čtyřhru a zahrála si semifinále dvouhry.
Na žebříčku WTA byla ve dvouhře nejvýše klasifikována v srpnu 2025 na 109. místě a ve čtyřhře v srpnu 2022 na 671. místě. Trénuje ji Jakub Kahoun.  Domovským klubem je od roku 2024 TK Sparta Praha, do něhož přestoupila z TK Agrofert Prostějov.
Do českého týmu Billie Jean King Cupu byla poprvé nominována v roce 2023 na kvalifikační kolo s Ukrajinou namísto zraněné Siniakové. Do listopadu 2024 v soutěži neodehrála žádné utkání.
V anketě Zlatý kanár 2020 byla vyhlášena dívčím talentem roku.

## Tenisová kariéra

### Juniorská kariéra
Jako 14letá vyhrála v roce 2020 devadesátý třetí ročník Pardubické juniorky, mistrovství České republiky v kategorii staršího dorostu. Ve finále zdolala Lucii Havlíčkovou ve dvou setech. V roce 2021 byla s Brendou Fruhvirtovou a Nikolou Bartůňkovou členkou české reprezentace, která v Antalyi vyhrála juniorský Billie Jean King Cup. Ve finále proti Japonkám přidala druhý rozhodující bod vítězstvím nad Sajakou Išiiovou.
Na juniorském French Open 2022 se probojovala do semifinále dvouhry přes Švýcarku Naefovou a Mirru Andrejevovou. V něm však podlehla o rok starší deblové spoluhráčce Lucii Havlíčkové, když ve třetí sadě ztratila vedení gamů 5–2. Pařížskou čtyřhru ovládla s Havlíčkovou po dvousetové finálové výhře nad Nikolou Bartůňkovou a Céline Naefovou.
Na juniorském kombinovaném žebříčku ITF figurovala nejvýše v lednu 2022 na 43. místě. Na juniorském okruhu ITF dosáhla celkové zápasové bilance 73–28 ve dvouhře a 57–16 ve čtyřhře.

### 2020–2022: Vstup mezi profesionálky, první tituly ITF, grandslamový debut a průnik do Top 200

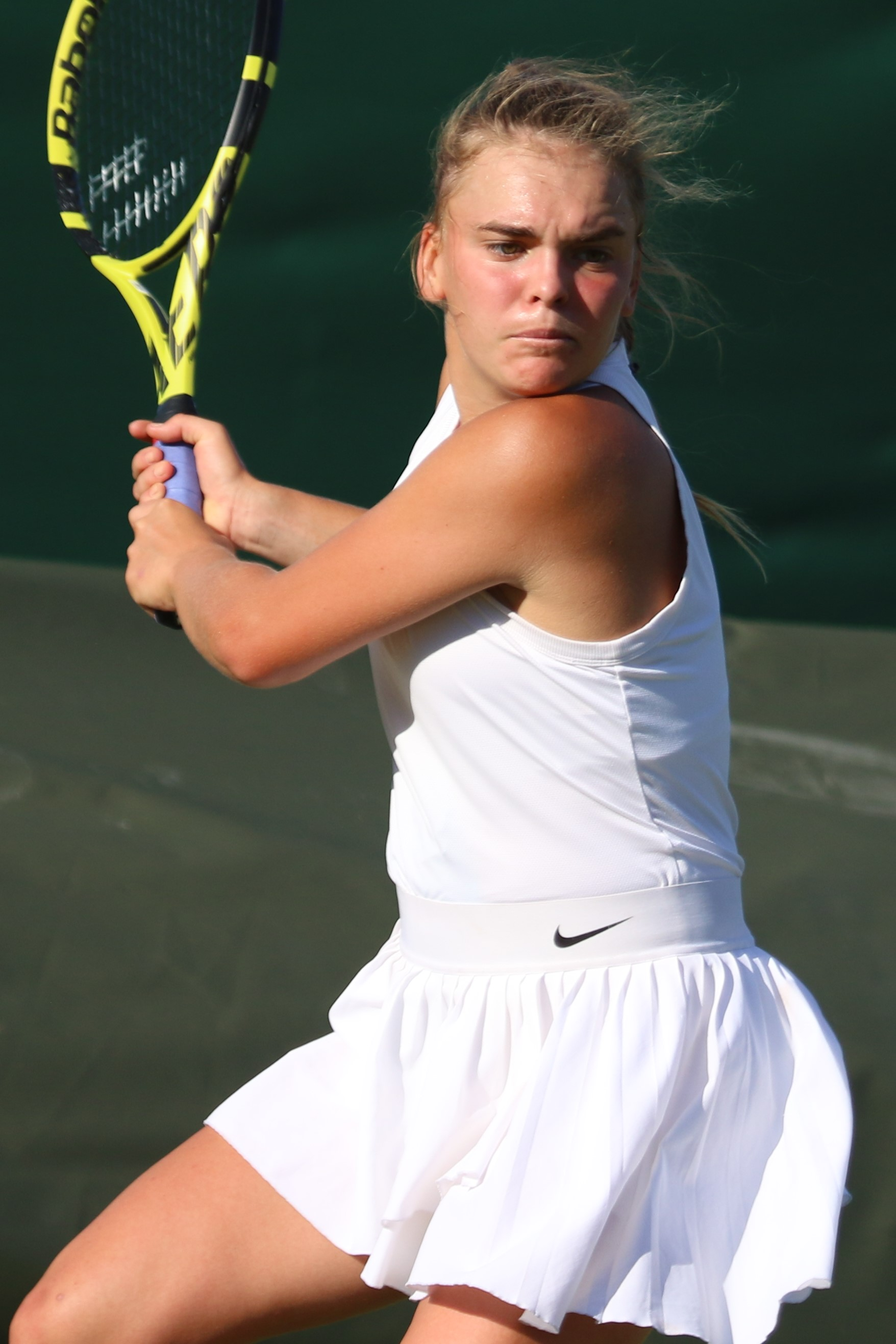
V kvalifikaci Wimbledonu 2022 odehrála první kvalifikační soutěž na okruhu WTA Tour

První profesionální turnaj odehrála ve 14 letech, když během pandemie covidu-19 získala divokou kartu na letní TK Sparta Prague Open 2020 ze série WTA 125, probíhající jako náhrada kvalifikace US Open. Na úvod získala jediný game proti člence třetí světové stovky Maje Chwalińské z Polska. Do druhé ženské události zasáhla během června 2021 v Antalyi, antukovém turnaji dotovaném 15tisíci dolary, jímž debutovala na okruhu ITF. Ve druhém kole vyřadila nejvýše nasazenou Turkyni Eraydınovou, ale ve čtvrtfinále podlehla Italce Federice Bilardové. Čtvrtou účast na túře ITF již proměnila v premiérový titul. Na červencový ITS Cup 2021 v Olomouci, dotovaný 60 tisíci dolary,  obdržela v 15 letech divokou kartu. Ve druhém a třetím kole vyřadila příslušnice třetí světové stovky, Slovinku Dalilu Jakupovićovou a Francouzku Diane Parryovou. Do finále postoupila přes Britku Francescu Jonesovou. V něm pak deklasovala Argentinku Paulu Ormaecheaovou, figurující na 213. místě, dvěma „kanáry“. Bodový zisk ji posunul z 1 004. na 447. příčku.
Mezi květnem a červencem 2022 přidala další tři trofeje ITF. Ve finále 25tisícového turnaje v Santa Margherita di Pula zdolala Polku Weroniku Falkowskou ze čtvrté světové stovky. V závěrečných duelech 60tisícovek v České Lípě a 
Olomouci přehrála krajanku Jesiku Malečkovou a Makedonku Linu Gjorčeskou. Na olomouckém ITS Cupu tak obhájila titul.  V kvalifikacích okruhu WTA Tour debutovala travnatým Wimbledonem 2022. V úvodním kvalifikačním kole nenašla recept na Američanku Eminu Bektasovou z třetí stovky klasifikace. Po Wimbledonu se v červenci 2022 posunula na nové žebříčkové maximum, 181. místo. V 16 letech představovala nejmladší hráčku v Top 250. Hlavní soutěž WTA Tour si poprvé zahrála na newyorském US Open 2022. Do dvouhry prošla z kvalifikace, v níž porazila členky druhé světové stovky, Francouzku Kristinu Mladenovicovou, Australanku Priscillu Honovou i Britku Heather Watsonovou. Na úvod newyorského singlu však uhrála jen čtyři gamy na světovou pětatřicítku Ljudmilu Samsonovovou. Sezónu uzavřela listopadovým Argentina Open 2022 v sérii WTA 125. Časnou porážku jí jako šťastné poražené z kvalifikace přivodila Emma Navarrová, o dvacet míst výše postavená Američanka.
V průběhu sezóny se posunula o více než dvě stě míst, z 380. na 174. příčku, a zakončila ji na 189. pozici.

### 2023: Titul v sérii WTA 125, účast na okruzích ITF i WTA a posun do Top 150
Sezónu zahájila jako 16letá debutovou účastí ve dvouhře Australian Open po zvládnuté kvalifikaci. V jejím druhém kole vyřadila nejvýše nasazenou sedmdesátou osmou hráčku žebříčku Alycii Parksovou. Ani v závěru ji nezastavila o dva roky starší Erika Andrejevová. Na úvod melbournské dvouhry však připravila světovou třiadvacítku Barboru Krejčíkovou jen o čtyři gamy. Následně absolvovala stáž v akademii Chris Evertové ve floridském Boca Raton. Časnou prohru v únorové kvalifikaci austinského ATX Open jí přivodila Američanka Ashlyn Kruegerová.

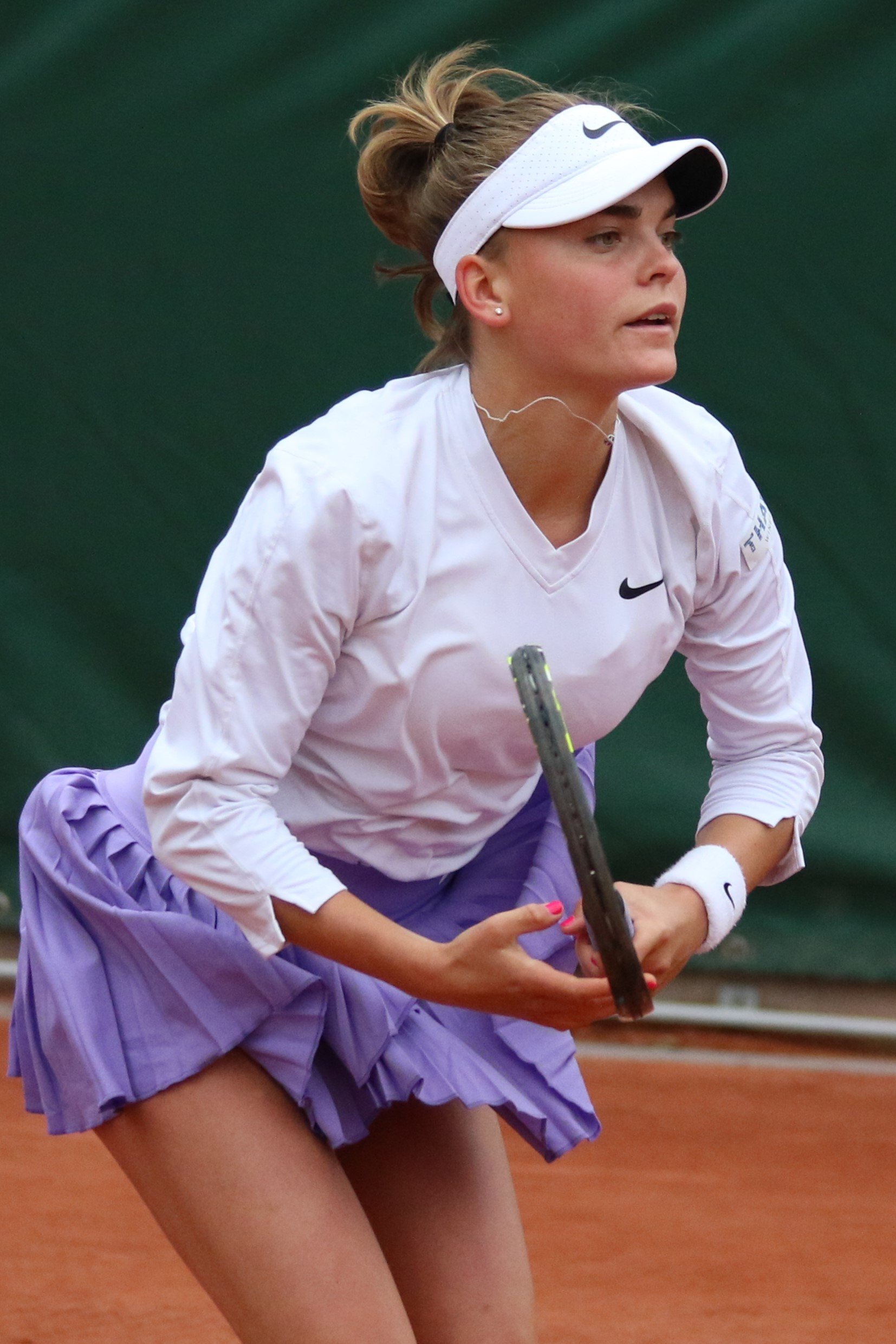
Po zvládnuté kvalifikaci debutovala na pařížském grandslamu, French Open 2023

Do prvního sezónního finále se probojovala na 40tisícovém antukovém turnaji ITF ve Splitu. V něm podlehla o jednu příčku níže postavené Chorvatce Taře Würthové, figurující na 170. místě žebříčku. Na římském Internazionali BNL d'Italia neprošla kvalifikačním sítem, přestože v prvním kole hladce vyřadila Australanku Kimberly Birrelovou. Po třísetovém průběhu pak prohrála klíčový zápas o postup se stou osmnáctou ženou klasifikace Nao Hibinovou z Japonska. Po americkém a australském majoru prožila premiéru na třetím grandslamu, když prošla kvalifikací French Open, znamenající třetí zvládnutou grandslamovou kvalifikaci v řadě. Na pařížské antuce ji nedokázaly zastavit Nizozemka Arianne Hartonová, Kanaďanka Carol Zhaová ani Slovenka Viktória Hrunčáková. Ve dvouhře Roland Garros uhrála pouze tři gamy na členku deváté světové desítky, Kamillu Rachimovovou. Na podání získala jedinou hru. Ve wimbledonské kvalifikaci skončila na raketě 16leté Brendy Fruhvirtové. V úvodní 16minutové sadě uhrála jen dva míče, z toho jeden po dvojchybě o rok mladší krajanky. Ve druhém vyrovnaném setu nevyužila setbol.
V červenci si zahrála dvě antuková finále ITF, na 40tisícovém turnaji v Haagu a 25tisícové akci v Pärnu. První finálový duel prohrála s nejvýše nasazenou, a o patnáct let starší, Nizozemkou Arantxou Rusovou. Z druhého proti Chorvatce Luciji Ćirićové Bagarićové již vyšla vítězně. V kvalifikaci US Open ji deklasovala o sto míst výše postavená Číňanka Wang Ja-fan dvěma „kanáry“. Ve čtvrtfinále zářijového Kuchyně Gorenje Prague Open, na dvorcích TK Spoje Praha, zdolala Rumunku Irinu Baraovou. V souboji o titul z pražské šedesátitisícovky ITF ale podlehla další zástupkyni rumunského tenisu 
Andreee Mituové ve třech setech. Pátou trofej na okruhu ITF, a druhou na 25tisícovém turnaji v Santa Margherita di Pula, vybojovala po říjnové finálové výhře nad Švédkou Caijsou Hennemannovou z páté světové stovky. Po zisku úvodní sady, prohrávala ve druhé již 0–5 na gamy. Přesto ji v tiebreaku dovedla do vítězného konce, když v průběhu setu odvrátila čtyři setboly.

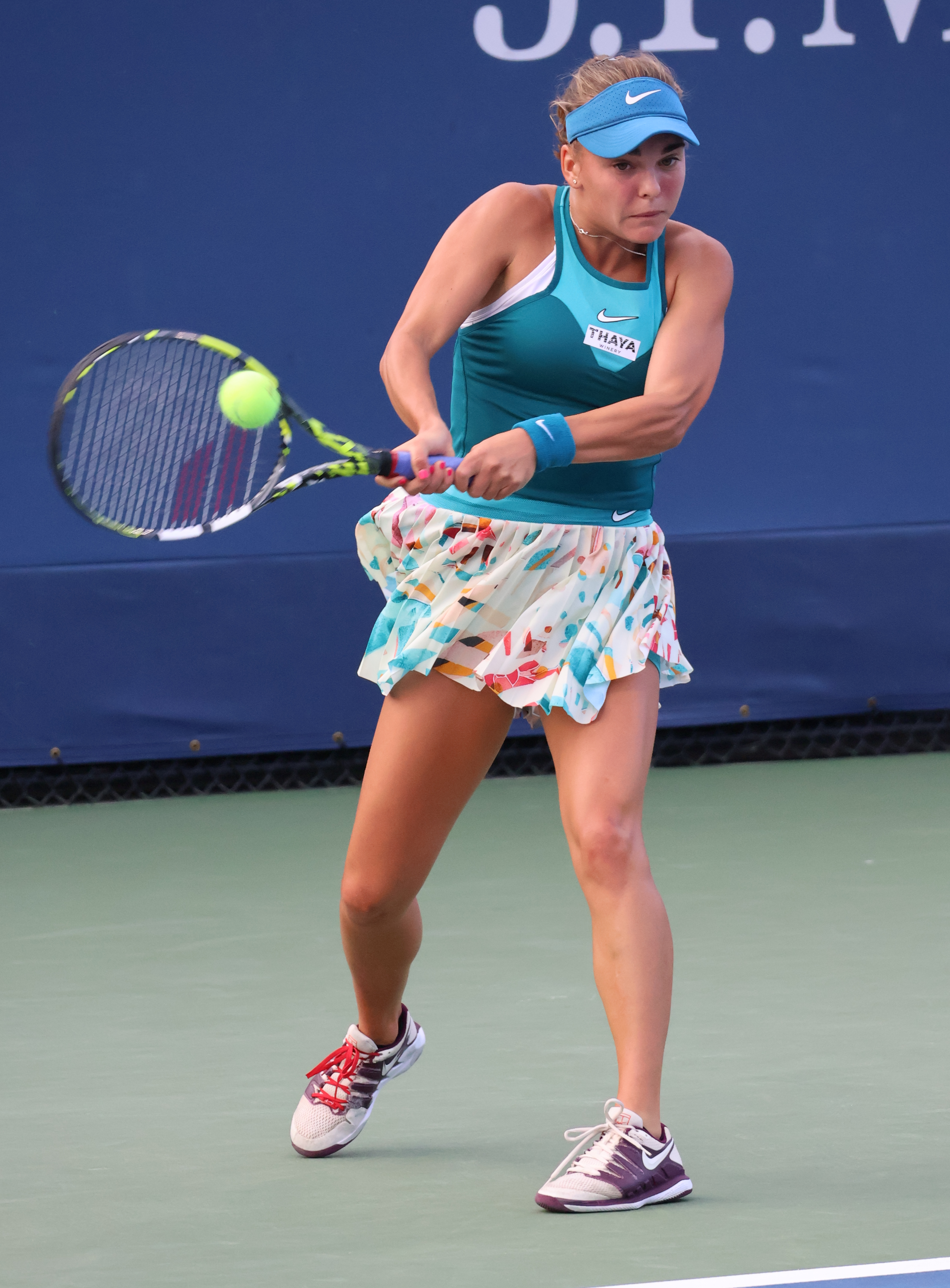
V kvalifikaci US Open 2023 dohrála v úvodním kole

První titul na okruhu WTA 125 získala na antukovém Copa LP Chile 2023 v chilské Colině, kde startovala jako 194. hráčka žebříčku. Cestou soutěží vyřadila čtyři výše postavené soupeřky, vyjma výhry ve druhém kole s gruzínskou kvalifikantkou Jekatěrinou Gorgodzeovou ze čtvrté stovky. Postupně na ni nestačily šestá nasazená Anna Bondárová, Gorgodzeová, Panna Udvardyová, Argentinka Nadia Podoroská a ve finále stá čtvrtá žena světové klasifikace Diane Parryová, s níž ztratila jen tři gamy. Parryovou porazila i potřetí, když navázala na výhry z Přerova a Olomouce v 15 letech. Proti Podoroské dosáhla druhého vítězství nad členkou z první stovky. Po skončení se posunula o 60 míst výše, na 134. příčku, čímž 20. listopadu 2023 debutovala v Top 150.
Na konečném žebříčku z počátku listopadu 2023 jí patřilo 190. místo. O tři týdny později, 27. listopadu 2023, se posunula na nové  kariérním maximum, 128. příčkou, které překonala v květnu 2024.

### 2024: První výhry na okruhu WTA při cestě do osmifinále Madrid Open
Do sezóny vstoupila zvládnutou kvalifikací Australian Open druhý rok v řadě. V jejím závěru přehrála o více než sto míst níže postavenou Nizozemku Lesley Pattinamu Kerkhoveovou a soutěží prošla bez ztráty setu. V grandslamových kvalifikačních zápasech tak držela bilanci 12–2. Na úvod melbournské dvouhry podlehla kanadské světové pětatřicítce Leylah Fernandezové. V tiebreaku úvodní sady měla při vedení míčů 4–3 výhodu dvou podání, ale favorizovaná soupeřka zkrácenou hru ovládla. V únoru prošla kvalifikační soutěží texaského ATX Open, v jejímž závěru porazila Francouzku Leolii Jeanjeanovou. V prvním kole dvouhry ji zastavila nejvýše nasazená, třicátá pátá hráčka světa Anhelina Kalininová z Ukrajiny, která po prvním podání vyhrála 14 ze 16 výměn.
V závěru kvalifikace Porsche Tennis Grand Prix, na stuttgartské halové antuce, podlehla Dianě Šnajderové, přestože vedla 6–0 a 3–0. Ve zbytku utkání uhrála jen dva gamy. Při debutu v kategorii WTA 1000, na antukovém Mutua Madrid Open, dosáhla v 18 letech několika milníků, když vyřadila pět soupeřek z první světové stovky. Madridskou kvalifikací prošla z pozice 136. hráčky žebříčku přes Belgičanku Yaninu Wickmayerovou a Číňanku Paj Čuo-süan. Výhra nad světovou pětačtyřicítkou Annou Blinkovovou v úvodu dvouhry byla jejím prvním vítězným zápasem v hlavní soutěži WTA Tour, i první výhrou nad členkou Top 50. V pěti předchozích dvouhrách okruhu WTA odešla vždy poražena. Ve druhém kole se poprvé v kariéře střetla s členkou Top 30 a vyřadila v něm dvacátou pátou hráčku žebříčku Annu Kalinskou. Nezastavila ji ani americká světová sedmdesátka Ashlyn Kruegerová, s níž ztratila jen čtyři gamy. Naopak čtyři hry získala v navazujícím osmifinále proti Jeleně Rybakinové, v prvním kariérním duelu s hráčkou z Top 20. V jeho průběhu přitom zahrála jen o jeden vítězný míč méně a dopustila se jedné nevynucené chyby navíc, než kazachstánská světová čtyřka. Po madridské události se 6. května 2024 posunula na kariérní maximum, 114. příčku žebříčku.

## Finále série WTA 125

### Dvouhra: 2 (2–0)
| Legenda       |
| ------------- |
| WTA 125 (1–0) |

| Stav    | č. | datum         | turnaj               | povrch | soupeřka ve finále            | výsledek |
| ------- | -- | ------------- | -------------------- | ------ | ----------------------------- | -------- |
| Vítězka | 1. | listopad 2023 | Colina, Chile        | antuka | Diane Parryová                | 6–2, 6–1 |
| Vítězka | 2. | červen 2025   | Makarska, Chorvatsko | antuka | Victoria Jiménez Kasintsevová | 6–0, 6–1 |

## Finále na okruhu ITF
| Kategorie okruhu ITF | Kategorie okruhu ITF |
| -------------------- | -------------------- |
| Turnaje W100         | Turnaje W80          |
| Turnaje W75/W60      | Turnaje W50/W40      |
| Turnaje W35/W25      | Turnaje W15/W10      |

### Dvouhra: 10 (7–3)
| Stav       | č. | datum             | turnaj                           | kategorie | povrch | soupeřka ve finále      | výsledek           |
| ---------- | -- | ----------------- | -------------------------------- | --------- | ------ | ----------------------- | ------------------ |
| Vítězka    | 1. | 25. července 2021 | Olomouc, Česko                   | W60       | antuka | Paula Ormaecheaová      | 6–0, 6–0           |
| Vítězka    | 2. | 8. května 2022    | Santa Margherita di Pula, Itálie | W25       | antuka | Weronika Falkowská      | 7–6 (7–4) , 6–1    |
| Vítězka    | 3. | 19. června 2022   | Česká Lípa, Česko                | W60       | antuka | Jesika Malečková        | 6–4, 6–4           |
| Vítězka    | 4. | 24. července 2022 | Olomouc, Česko (2)               | W60       | antuka | Lina Gjorčeská          | 6–2, 7–6(7–0)      |
| Finalistka | 1. | 9. dubna 2023     | Split, Chorvatsko                | W40       | antuka | Tara Würthová           | 2–6, 6–3, 4–6      |
| Finalistka | 2. | 9. července 2023  | Haag, Nizozemsko                 | W40       | antuka | Arantxa Rusová          | 6–7(3–7), 4–6      |
| Vítězka    | 5. | 22. července 2023 | Pärnu, Estonsko                  | W25       | antuka | Lucija Ćirić Bagarićová | 7–5, 6–4           |
| Finalistka | 3. | 3. září 2023      | Praha, Česko                     | W60       | antuka | Andreea Mituová         | 6–7(1–7), 6–2, 3–6 |
| Vítězka    | 6. | 15. října 2023    | Santa Margherita di Pula, Itálie | W25       | antuka | Caijsa Hennemannová     | 6–4, 7–6(9–7)      |
| Vítězka    | 7. | září 2024         | Šibenik, Chorvatsko              | W75       | antuka | Darja Semeņistajová     | 6–2, 6–0           |

### Čtyřhra: 1 (1–0)
| Stav    | č. | datum       | turnaj           | kategorie | povrch | spoluhráčka     | soupeřky ve finále                   | výsledek         |
| ------- | -- | ----------- | ---------------- | --------- | ------ | --------------- | ------------------------------------ | ---------------- |
| Vítězka | 1. | červen 2021 | Antalya, Turecko | W15       | antuka | Doğa Türkmenová | Federica Bilardová Ljubov Kostenková | 4–6, 6–1, [10–7] |

## Finále na juniorském Grand Slamu

### Čtyřhra juniorek: 1 (1–0)
| stav    | rok  | turnaj      | povrch | spoluhráčka      | soupeřky ve finále               | výsledek |
| ------- | ---- | ----------- | ------ | ---------------- | -------------------------------- | -------- |
| Vítězka | 2022 | French Open | antuka | Lucie Havlíčková | Nikola Bartůňková Céline Naefová | 6–3, 6–3 |

## Chronologie výsledků na Grand Slamu

### Dvouhra
| Turnaj          | 2022    | 2023    | 2024    | 2025    | SR    | V–P |
| --------------- | ------- | ------- | ------- | ------- | ----- | --- |
| Australian Open | A       | 1. kolo | 1. kolo | 1. kolo | 0 / 3 | 0–3 |
| French Open     | A       | 1. kolo | A       |         | 0 / 1 | 0–1 |
| Wimbledon       | 1Q      | 1Q      | 1Q      |         | 0 / 0 | 0–0 |
| US Open         | 1. kolo | 1Q      | 1Q      |         | 0 / 1 | 0–1 |
| výhry–prohry    | 0–1     | 0–2     | 0–1     | 0–1     | 0 / 5 | 0–5 |

| Legenda | Legenda                                   | Legenda | Legenda                     |
| ------- | ----------------------------------------- | ------- | --------------------------- |
| SR      | poměr vyhraných turnajů ku všem odehraným | W–L V–P | výhry–prohry                |
| NH      | daný rok se turnaj nekonal                | A       | turnaje se hráč nezúčastnil |
| 1Q / LQ | prohra v (kole) kvalifikace               | 1k / 1R | prohra v daném kole turnaje |
| QF / ČF | prohra ve čtvrtfinále                     | SF      | prohra v semifinále         |
| F       | prohra ve finále                          | Vítěz   | vítězství v turnaji         |

## Postavení na konečném žebříčku WTA

### Dvouhra
| Rok    | 2021 | 2022   | 2023   | 2024   |
| Pořadí | 380. | ▲ 189. | ▼ 190. | ▲ 142. |

### Čtyřhra
| Rok    | 2021 | 2022   | 2023   | 2024   |
| Pořadí | 831. | ▼ 893. | ▲ 742. | ▬ 742. |